# Domitila Barrios
Domitila Barrios Cuenca, auch bekannt unter ihrem ersten Ehenamen Domitila Barrios de Chungara oder Chúngara (* 7. Mai 1937 in Catavi, Municipio Llallagua, Provinz Rafael Bustillo, Departamento Potosí, Bolivien; † 13. März 2012 in Cochabamba, Bolivien) war eine bolivianische Menschenrechtlerin und Politikerin aus einer Quechua-Familie, die vor allem durch ihre Rolle im Widerstand gegen die Diktatoren René Barrientos Ortuño und Hugo Banzer Suárez bekannt wurde. Zu Banzers Sturz trug sie bei.

## Familiärer Hintergrund
Domitilas Vater Ezequiel war Bauer in Toledo, einem Dorf bei Oruro, wo überwiegend Aymara gesprochen wurde. Er hielt Schafe. Dann wurde er in den Krieg gegen Paraguay eingezogen, bei seiner Rückkehr waren alle Tiere tot und er mittellos. Deswegen ging er ins Bergwerk Siglo XX, um Geld für neue Schafe verdienen und so in sein Dorf zurückkehren zu können. Dies gelang jedoch nicht, da der Bergbauunternehmer viel weniger als den versprochenen Lohn auszahlte und für sämtliche Arbeitsausrüstung und Transport Geld kassierte, so dass die Arbeiter in Schuldknechtschaft gerieten. Er heiratete in der Bergbausiedlung Domitilas Mutter, die aus Oruro stammte. Domitila konnte nicht sagen, ob ihr Vater Quechua oder Aymara war, denn er sprach Quechua und Aymara gleich gut.

## Leben
Domitila Barrios Cuenca wurde 1937 in Siglo XX beim gleichnamigen Bergwerk nahe Catavi im Municipio Llallagua geboren. Mabel Moraña nennt als Domitilas Muttersprache das im Municipio Llallagua und in Pulacayo dominierende Quechua, das ihr Spanisch zeitlebens beeinflusste. Die Herausgeberin des Zeugnis der Domitila (1979) Moema Viezzer nennt ebenso das Quechua als Sprache, die sie in ihrer Kindheit lernte. Allerdings waren durch ihre Eltern und die Umgebung sowohl Spanisch als auch Quechua und Aymara von Beginn an präsent.
1940, als Domitila noch klein war, musste die Familie nach Pulacayo im Municipio Uyuni in der Provinz Antonio Quijarro im Departamento Potosí ziehen, denn ihr Vater war wegen seiner gewerkschaftlichen Tätigkeit entlassen worden. Er fand jedoch auch in Pulacayo zunächst keine Arbeit, da er auf einer „schwarzen Liste“ stand. 1946 verschwand er für einige Monate. Ihre Mutter erkrankte und starb bei der Geburt ihres fünften Kindes. So musste sich Domitila um ihre vier kleinen Schwestern kümmern, denn ihr Vater arbeitete nun als Schneider bei der Bergwerkspolizei von Pulacayo. Ihre erste Erwerbstätigkeit war es, als palliri übrig gebliebene Erzbrocken von den Abraumhalden zu sammeln, womit sie sich und ihre Geschwister über Wasser hielt.
1961 gründeten Ehefrauen von Bergleuten das Hausfrauenkomitee des Bergwerks Siglo XX (Comité de Amas de Casa de la mina Siglo XX). Die Organisation hatte den Zweck, die Rechte der Frauen zu verteidigen und die Familien vor staatlicher Repression zu schützen. Domitila Barrios trat 1963 in das Hausfrauenkomitee ein und wurde bald darauf zu dessen Leiterin gewählt.
Im Juni 1967 schickte Präsident René Barrientos Ortuño Militäreinheiten nach Catavi und Llallagua, um die Gewerkschaften der Bergleute zu unterdrücken. Am 24. Juni 1967 um 4 Uhr 55 griffen die Soldaten die schlafenden Teilnehmer der Gewerkschaftsversammlung im Bergwerk Siglo XX an und ermordeten beim Catavi-Massaker über 100 Bergleute. Nach dem Massaker wurde Domitila Barrios Cuenca inhaftiert und von den Militärs gefoltert, wodurch sie ihr ungeborenes Kind verlor. In Jorge Sanjinés’ 1971 herausgekommenem Film El coraje del pueblo (Der Mut des Volkes), der von dem Massaker handelt, spielte Domitila sich selbst.
International bekannt wurde Domitila 1975 als Sprecherin des Hausfrauenkomitees bei einem Kongress während des Internationalen Jahres der Frau in Mexiko-Stadt.
Im Dezember 1977 begannen vier Ehefrauen von Bergleuten einen Hungerstreik im Erzbischofssitz von La Paz und den Räumlichkeiten seiner Zeitung Presencia, um vom diktatorischen Regime des Generals Hugo Banzer Suárez eine Generalamnestie und freie Wahlen zu fordern. Anfang 1978 schloss sich Domitila Barrios der Aktion an, bei der auch die römisch-katholischen Priester Luis Espinal Camps und Xavier Albó teilnahmen. Innerhalb kurzer Zeit nahmen mehrere tausend Menschen teil, und Banzer wurde zu einem Dekret zur Amnestie vieler tausend Menschen im Exil sowie der Ausrichtung von Wahlen gezwungen.
1978 trat Domitila bei den Wahlen als Kandidatin der Partei Frente Revolucionario de Izquierda (FRI) für die Vizepräsidentschaft Boliviens an, deren Kandidat für das Präsidentenamt der Bauernführer Casiano Amurrio war, allerdings war die Kandidatur nicht erfolgreich.
Domitila wurde für den Friedensnobelpreis nominiert. 1981 erhielt sie den Bruno-Kreisky-Preis für Verdienste um die Menschenrechte.
Im Juli 1980 kam Luis García Meza Tejada durch einen Militärputsch in Bolivien an die Macht. Domitila Barrios konnte deshalb von einer Weltkonferenz der Vereinten Nationen nicht nach Bolivien zurückkehren und lebte in den folgenden zwei Jahren in der Schweiz und in Mexiko. Nach dem Sturz des Diktators kehrte sie zurück und ließ sich in Cochabamba nieder. Dort gründete sie 2004 die „Che-Guevara-Bewegung“ (Movimiento Guevarista).
Domitila starb am 12. März 2012 in Cochabamba mit 74 Jahren an den Folgen einer Krebserkrankung. Präsident Evo Morales ordnete eine dreitägige Staatstrauer an.

## Ehrungen
Domitila wurde von Präsident Evo Morales posthum der Orden des Kondors der Anden (Orden del Cóndor de los Andes) verliehen. Sie wurde auf dem Allgemeinen Friedhof von Cochabamba (Cementerio General de Cochabamba) begraben, wo 2012 eine Büste zu ihren Ehren errichtet wurde.

## Familie
Domitila Barrios hatte elf Kinder, von denen bei ihrem Tod noch sieben am Leben waren. Sie war zweimal verheiratet. Ihr erster Ehemann René Chungara trennte sich von ihr, da er ihr politisches Engagement als selbstbewusste Frau nicht akzeptierte. Ihr zweiter Ehemann hieß Félix Ricaldi.

## Veröffentlichungen
- Moema Viezzer (Hrsg.), Domitila Barrios: Si me permiten hablar... Testimonio de Domitila, una mujer de las minas de Bolivia. Siglo Veintiuno, Buenos Aires 1977.
  - Digitale Ausgabe, 2005
  - Let me speak! Testimony of Domitila, a woman of the Bolivian mines. Englische Übersetzung von Victoria Ortiz, Monthly Review Press, New York / London 1978
  - Wenn man mir erlaubt zu sprechen ... Zeugnis der Domitila, einer Frau aus den Minen Boliviens. Aus dem Spanischen von René Böll und Carmen Alicia Böll. Lamuv Verlag, Göttingen 1985. ISBN 3921521564